# 馬特尼峰
79°10′S 86°14′W / 79.167°S 86.233°W
馬特尼峰（英語：Matney Peak），是南極洲的山峰，位於埃爾斯沃思地，處於韋伯斯特冰川東岸，屬於埃爾斯沃思山脈中赫里蒂奇嶺的一部分，海拔高度1,810米，美國地質調查局根據測量和該國海軍的空中照片繪入地圖，現時由南極條約體系管理。